# Kazimierz Zimny

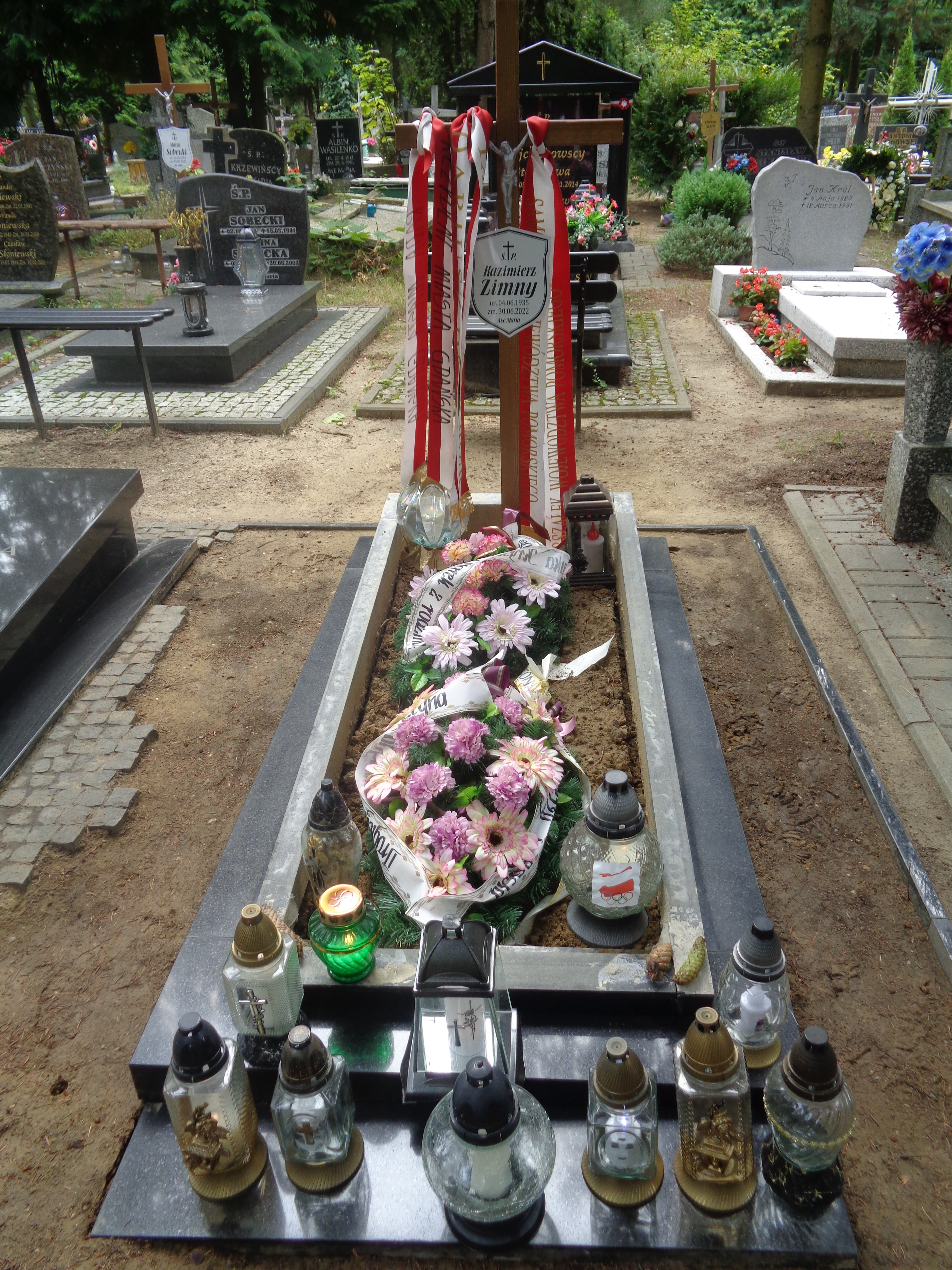
Grób Kazimierza Zimnego na Cmentarzu Łostowickim

Kazimierz Franciszek Zimny (ur. 4 czerwca 1935 w Tczewie, zm. 30 czerwca 2022) – polski lekkoatleta, długodystansowiec, medalista olimpijski i mistrzostw Europy.

## Życiorys
Był jednym z czołowych długodystansowców „Wunderteamu” (obok Zdzisława Krzyszkowiaka, Jerzego Chromika, Stanisława Ożoga i Mariana Gerarda Jochmana). Dwukrotnie brał udział w letnich igrzyskach olimpijskich. Podczas XVI Letnich Igrzysk Olimpijskich w Melbourne w 1956 nie ukończył biegu na 5000 m wskutek pęknięcia kości nogi. Natomiast podczas XVII Letnich Igrzysk Olimpijskich w Rzymie w 1960 zdobył brązowy medal na tym samym dystansie (startował też na 10 000 m, bez powodzenia).
Sukcesami zakończyły się jego starty na mistrzostwach Europy. Podczas VI Mistrzostw Europy w Sztokholmie w 1958 został srebrnym medalistą na 5000 m (za Zdzisławem Krzyszkowiakiem). Powtórzył ten wyczyn na tym samym dystansie podczas VII Mistrzostw Europy w Belgradzie w 1962.
Był mistrzem Polski na 1500 m w 1956, na 5000 m w 1960, 1965 i 1966 oraz w biegach przełajowych na 8 km (w 1964) i 6 km (w 1966 i 1967). Kilkakrotnie bił rekordy Polski.
Czterokrotnie znalazł się w dziesiątce najlepszych polskich sportowców w Plebiscycie Przeglądu Sportowego: w 1959 roku był 6., w 1960 roku był 9., w 1961 roku był znów 6., a w 1962 roku zajął 7. miejsce.
Rekordy życiowe:
- Bieg na 800 m – 1.52,0 (1961)
- Bieg na 1000 m – 2.28,6 (1960)
- Bieg na 1500 m – 3.44,7 (1961)
- Bieg na milę – 4.03,3 (1961)
- Bieg na 3000 m – 7.54,6 (1961)
- Bieg na 5000 m – 13.44,4 (1959)
- Bieg na 10 000 m – 28.46,0 (1965)

Jeszcze w trakcie kariery został trenerem. Był doktorem nauk o kulturze fizycznej. W 2013 uzyskał godność Członka Honorowego Stowarzyszenia Biegający Tczew, a w 2015 Rada Miasta Tczewa nadała mu wyróżnienie Honorowy Obywatel Miasta Tczewa.